# Arnold Wise
Arnold „Arnie“ Wise (* 26. August 1935; † 4. Juni 2025) war ein US-amerikanischer Jazzmusiker (Schlagzeug) britischer Herkunft.

## Leben und Wirken
Wise wurde in Großbritannien geboren und zog 1959 in die Vereinigten Staaten, wo er an der Massachusetts School of Art studierte. Dort schloss er eine enge Freundschaft mit dem Bassisten Chuck Israels. Während seines Aufenthalts in Boston spielte Wise regelmäßig mit Israels im Trio des Pianisten Steve Kuhn. Diese Gruppe begleitete häufig Jazzgrößen wie Coleman Hawkins und Stan Getz bei Konzerten der Brandeis University.
Zu Beginn seiner Karriere trat Wise regelmäßig mit dem Bobby Cole Trio im New Yorker Nachtclub Jilly’s auf. 1959/60 tourte er mit Israels als Teil des Trios des Pianisten Jon Mayer durch Europa und trat in bekannten Veranstaltungsorten wie dem Pariser Le Chat qui Pêche auf. Während dieser Tournee hatte er auch Gelegenheit mit bekannten europäischen Musikern wie Guy Lafitte, Claude Bolling (Joue Duke Ellington) und Tete Montoliu zu spielen.
Wises wohl bemerkenswerteste Zusammenarbeit erfolgte Mitte der 1960er-Jahre, als er dem Trio des Pianisten Bill Evans beitrat. Das Trio nahm am 21. Februar 1966 ein Livekonzert in New York auf, das 1967 unter dem Titel Bill Evans at Town Hall bei Verve Records veröffentlicht wurde. Dies war Evans’ einzige kommerzielle Trioaufnahme mit Arnie Wise am Schlagzeug. Kritiker lobten Wises Spiel und seinen subtilen, geschmackvoll unterstützenden Stil – ein Rezensent bemerkte, sein Spiel „vervollständige die Gruppe“. Wise blieb bis Anfang 1967 beim Evans-Trio, verließ es kurzzeitig und kehrte dann für eine sechsmonatige Europatournee zurück, bevor Evans mit einem neuen Schlagzeuger, nämlich Jack DeJohnette weiterarbeiten sollte. In späteren Jahren wurden bisher unveröffentlichte Aufnahmen mit Wise von Milestone Records als The Secret Sessions: 1966–1975 veröffentlicht, die auch 1966 im Village Vanguard aufgenommene Stücke enthalten.
Neben seiner Arbeit mit Bill Evans arbeitete Wise mit weiteren Jazzmusikern; seine Diskographie umfasst Aufnahmen mit Antonio Carlos Jobim/Gary McFarland, Jimmy Giuffre, Dave Pike, Cybill Shepherd, Carlos Franzetti, Stephanie Pope und dem Monty Alexander Trio. In seinen späteren Jahren blieb er als Musiker im Jazz- und Kabarettbereich aktiv. 2010 trat er mit dem Smooth Spot Trio unter der Leitung des Pianisten Michael Kevin Walsh auf. Noch 2019 war er als Schlagzeuger für das Jobim-Tributkonzert der Sängerin Kyoko Saegusa in New York angekündigt. Im Bereich des Jazz war er laut Tom Lord zwischen 1959 und 2003 an 20 Aufnahmesessions beteiligt.

## Diskographische Hinweise
- Helen Merrill: The Feeling Is Mutual (EmArcy, 1965)
- Gary McFarland: Soft Samba (Verve, 1966), mit Antonio Carlos Jobim
- Bobby Cole: A Point of View (Concentric Records, 1966)
- Jon Mayer: Strictly Confidential (Fresh Sound, 2005), mit Chuck Israels